# Мюзеув, Йохан
Йохан Мюзеув (нидерл. Johan Museeuw; род. 13 октября 1965, Варсенаре) — бельгийский шоссейный велогонщик, один из сильнейших специалистов классических гонок своего поколения.

## Карьера
Отец Мюзеува, Эдди, также был велогонщиком, закончившим карьеру после двух малозаметных лет в профессионалах. Йохан в детстве занимался велоспортом и футболом, в 15 лет сделав окончательный выбор в пользу первого. В юности он больше занимался велокроссом, в 20 лет стал чемпионом страны среди военных. Первый контракт с бельгийской шоссейной командой ADR Мюзеув подписал в 22 года. В первом сезоне он дебютировал на Тур де Франс. В следующем сезоне Йохан помог выиграть эту гонку своему капитану, Грегу Лемонду. Для самого бельгийца главным успехом за 2 года в команде стала победа на этапе Тура Бельгии, но затем его ждал спринтерский прорыв в составе Lotto. Он выиграл сразу два этапа на Туре, включая последний, где дал просвет пелотону на последнем километре. Команда постоянно работала на Мюзеува, вывозя его на финишный спурт, однако чувствительный характер не позволял бельгийцу стать штатным спринтером. Он боялся совершить на финише ошибку, перечёркивающую работу команды на десятках километрах, и стремился к карьере одиночки-классика. После трёх лет в Lotto Йохан перешёл в GB-MG Патрика Лефевра.
На Париж — Ницца 1993 Мюзеув выиграл этап, но сам также с удовольствием работал грегари Марио Чиполлини, первенствовавшего трижды. Бельгиец поехал капитаном команды на Тур Фландрии, где сумел догнать лидировавшего Франса Массена, а затем обогнать его на финише. Вскоре Мюзеув стал одним из главных фаворитов на классиках, в 1995 году он снова победил на Туре Фландрии, и по итогам сезона выиграл Мировой шоссейный кубок. Следующий сезон стал пиком его карьеры. Он первенствовал на Париж — Рубе, где вместе с двумя партнёрами по команде спокойно финишировал на треке. Осенью поражение на Париж — Тур заставило Йохана сказать о завершении карьеры, но через неделю он стал чемпионом мира: бельгиец атаковал из отрыва, а на финише опередил удержавшегося Мауро Джанетти. Успехи года принесли Мюзеуву ещё один Мировой кубок, а также Золотой велосипед. Следующий сезон оказался традиционно неудачным для чемпиона мира: побед он одержал немало, но все на второстепенных гонках.
На Туре Фландрии 1998 года победу Мюзеуву принесла атака в том же месте, что и за 5 лет до этого, но Париж — Рубе окончился для него трагично. Бельгиец разбил левое колено, куда вскоре попала инфекция, и возникла угроза ампутации ноги. Восстановление шло тяжело, но Йохан вернулся в гонки. В 2000 году он одиночным отрывом снова покорил Париж — Рубе, где 34-летний ветеран уже не числился фаворитом. Летом авария на мотоцикле привела к перелому той же левой ноги. Обидное второе место на Туре Фландрии вынудило Мюзеува заговорить о завершение карьеры, но через неделю холодная и мокрая погода не помешала ему в третий раз выиграть Париж — Рубе. В 2003 году главной победой Йохана стала открывающая сезон Омлоп Хет Волк, и он снова задумался о завершении карьеры. 11 апреля 2004 он в последний раз поборолся за победу на Париж — Рубе, где финишировал 5-м, пожимая руку Петеру ван Петегему. Тремя днями спустя он проехал свою последнюю гонку в карьере, которой стала Схелдепрейс 2004. Свой выбор он объяснил, сказав:

Я мог бы уйти в отставку после Париж — Рубе, но я чувствовал, что важно, чтобы моя последняя гонка была в Бельгии. Scheldeprijs - отличная гонка, и мне особенно нравится старт на рыночной площади в Антверпене.
Оригинальный текст (англ.)I could have retired after Paris–Roubaix but I felt it important that my last race should be in Belgium. The Scheldeprijs is a great race and I especially love the start in Antwerp market place.

После завершения карьеры Мюзеув остался работать в Quick Step. В 2003 году появилась информация, что Йохан принимал допинг; информация о телефонных звонках, обличающих гонщика, позже появилась у полиции. В январе Мюзеув признался в применении допинга и покинул команду. В  декабре 2008 года суд признал его виновным: принимавший гормоны роста экс-гонщик был оштрафован и получил условное лишение свободы. Через месяц Мюзеув бросил жену и детей, уйдя к бывшей любовнице гонщика Йо Планкарта, осуждённого вместе с Йоханом.

## Главные победы
- Чемпионат мира (1996)
- Тур Фландрии (1993, 1995, 1998)
- Париж — Рубе (1996, 2000, 2002)
- Чемпионат Бельгии (1992, 1996)
- 2 этапа Тур де Франс (1990)
- Чемпионат Цюриха (1991, 1995)
- Париж — Тур (1993)
- Амстел Голд Рейс (1994)
- HEW Классик (2002)
- Омлоп Хет Волк (2000, 2003)
- Кюрне — Брюссель — Кюрне (1994, 1997)
- Дварс дор Фландерен (1993, 1999)
- E3 Приз Фландрии (1992, 1998)
- Брабантсе Пейл (1996, 1998, 2000)
- Четыре дня Дюнкерка (1995, 1997)
- Гран-при Эдди Меркса (1995)
- Чемпионат Фландрии (1991, 1995)
- Три дня Западной Фландрии (1995)
- Три дня Де Панне (1997)
- Гран-при Плюменек-Морбиан (1990)
- Дрёйвенкурс Оверейсе (1994, 1995)
- Трофео Лайгуэлья (1995)
- Мировой шоссейный кубок (1995, 1996)
- Золотой велосипед (1996)